# 4232 Aparicio
4232 Aparicio (1977 CD) là một tiểu hành tinh vành đai chính bên trong được phát hiện ngày 13 tháng 2 năm 1977 bởi M. R. Cesco ở El Leoncito.